# Louis Chenais
Pour les articles homonymes, voir Chenais.
Louis Chenais est un homme politique français né le 14 décembre 1793 à Mayenne (Mayenne) et décédé le 15 mars 1851 à Mayenne.

## Biographie
Propriétaire terrien, il est député de la Mayenne de 1837 à 1846, siégeant au centre gauche : les électeurs du 3e collège de la Mayenne, l'envoyèrent, aux Élections législatives de 1837, comme député. D'opinions libérales, il siégea au centre gauche et vota plusieurs fois avec l'opposition, notamment contre le Gouvernement Louis Mathieu Molé. Il fut successivement réélu par le même collège: aux Élections législatives de 1839, puis aux Élections législatives de 1842.
Après la révolution de 1848, il est élu aux Élections législatives de 1848, député de la Mayenne de 1848 à 1849.
Il ne prit séance que vers le mois de septembre 1848; s'étant rangé parmi les modérés, partisans du général Eugène Cavaignac. Il vote contre la proposition Rateau et pour la mise en accusation du président Louis-Napoléon Bonaparte et de ses ministres. 
Adversaire déclaré de Louis-Napoléon Bonaparte, s'était sensiblement rapproché de la gauche dans les questions où la personne du président se trouvait en cause, il n'est pas réélu à l’assemblée législative lors des Élections législatives de 1849.

## Sources
- « Louis Chenais », dans Adolphe Robert et Gaston Cougny, Dictionnaire des parlementaires français, Edgar Bourloton, 1889-1891 [détail de l’édition]